# FastStone Image Viewer
FastStone Image Viewer és un visualitzador d'imatges i organitzador per Windows de Microsoft, proporcionat gratuïtament per a ús personal i educatiu, a partir de la versió 6.9. El programa també inclou eines bàsiques d'edició d'imatges.

## Característiques

### Punts destacats:[1]
- Creació de GIF's animats
- Visualització de miniatures d' imatges HQ, utilitzant l'algorisme de Lanczos
- Suport per a una configuració multi-monitor
- Organització d'ordre personalitzat, mitjançant drag and drop, i numeració automàtica
- Operacions per lots, incloent-hi el canvi de nom i conversió
- Gestió de l'espai de color (parcial, ignorant el perfil del monitor)
- Lupa d'augment
- Versió portàtil que s'utilitzarà sense instal·lació, normalment instal·lada a una memòria USB, inclosa la configuració de l'usuari.
- Visualització prèvia de la pèrdua de qualitat en desar formats de fitxers amb pèrdues (com JPEG).
- Si està en mode de pantalla completa, apareix una galeria d'imatges, informació detallada de la imatge, opcions d'edició o opcions de programa amb el botó dret del ratolí.

### Altres característiques inclouen
- Suporta tots els formats gràfics principals (BMP, JPEG, JPEG 2000, animated GIF, PNG, PCX, TIFF, WMF, ICO, i TGA), especialment les càmeres digitals populars, com ara CR2 de Canon, CR3 i ARW de Sony..
- Mostra informació sobre la càmera en format de fitxer d'imatge intercanviable (Exif)
- Cache de miniatures i base de dades
- Eines bàsiques d'edició d'imatges: redimensionament, correcció de color, eliminació d' ulls vermells
- Eines d'edició avançada de la imatge: pinzell de clonació, corba (tonalitat), nivells i màscara sense arxivar.
- Rotació de JPEG sense pèrdues i cropping
- Eina de comparació d'imatges junts
- Creació d'un full de contacte totalment personalitzable
- Recuperador d'imatges de targetes de memòria
- Presentació de diapositives, incloent-hi música i molts efectes de transició
- Emailing

## Versions
FastStone Image Viewer fou publicat per primera vegada el 2004 per FastStone Soft. Des de llavors, s'han publicat regularment noves versions estables.
Des de la versió 3.1, hi ha disponible una versió multilingüe, que dona suport a l'alemany, castellà, danès, francès, hongarès, italià, neerlandès, noruec, polonès, portuguès, rus, suec, i xinès simplificat i tradicional.
Aquest programa de Windows es proporciona en tres formes: com un executable d'instal·lació normal, un fitxer zip del mateix o com un fitxer zip sense instal·lació totalment portàtil.
Segons FastStone, s'ha trobat que la versió 2.7 i totes les versions anteriors utilitzen imatges i icones amb llicència incorrecta i, com a resultat, FastStone va sol·licitar que la versió 2.7 i les còpies anteriors de FastStone Image Viewer deixessin de ser utilitzades. 2.8 tant per a versions gratuïtes com comercials. Aquest anunci es va fer al seu lloc web la mateixa data que es publicava la versió 2.8.

## Limitacions
- A partir de la versió 4.2, la mida de les animacions (és a dir, els GIF animats) no és compatible. Per tant, només es poden visualitzar a una escala del 100%, incloses les miniatures.[4]
- Quan s'inicia el programa, pot produir-se un retard a mesura que es gestiona la vista de miniatures, més endavant la primera vegada que es construeix la base de dades del cache de miniatures.
- La versió portàtil (de PortableApps) de vegades té problemes per estalviar la configuració, ignorant-los aleatòriament. Deixar de fumar i reiniciar l'aplicació (no de PortableApps ni del sistema operatiu subjacent) sol solucionar aquest problema.